# Патентний формуляр
Пате́нтний формуля́р — офіційний інформаційний документ, що засвідчує стан об'єкта господарської діяльності (як товару) щодо порушення прав власників чинних охоронних документів та заявників на об'єкти промислової власності й правової охорони об'єкта господарської діяльності.
Об'єкт господарської діяльності:
- продукт (пристрій, речовина, штам мікроорганізму, культура клітин рослин і тварин);
- спосіб;
- позначення товарів і послуг.

Порядок складання та оформлення патентного формуляра визначається ДСТУ 3574-97.